# Henri-Pierre Rauline
Pour les articles homonymes, voir Rauline.
Henri-Pierre-Marie Rauline est un architecte français né à Saint-Pierre-Langers le 2 mai 1846 et mort à Paris 6e le 28 janvier 1915.
Henri-Pierre Rauline a été élève de l'école des beaux-arts de Paris dans les ateliers d'Honoré Daumet et Paul Abadie.

## Biographie

### Inspecteur des édifices diocésains
Le 15 mars 1881, il est nommé inspecteur des édifices diocésains de Paris. Le 3 décembre 1885, l'administration des cultes indique qu'il a l'intention de supprimer le poste d'inspecteur des travaux diocésains parce que les grands travaux sont terminés.
Le 30 décembre 1885, Rauline perd son poste mais il est nommé le même jour rapporteur au comité des inspecteurs généraux. Il en démissionne le 13 juillet 1887. 

### Rauline et la basilique du Sacré-Cœur
Quand Paul Abadie remporte le concours d'architecture de la basilique du Sacré-Cœur, il devient son sous-inspecteur à partir de 1874. Il fut également conducteur en chef des travaux du Sacré-Cœur sous la direction d'Abadie. Il conserve ce poste après la mort de Paul Abadie, avec Honoré Daumet. Quand Charles Laisné devient architecte de la basilique, il devient son adjoint. 
En 1891, à la mort de Charles Laisné, Charles Garnier est nommé architecte-conseil du Sacré-Cœur et du comité du Vœu national, et le reste jusqu'en 1894. Pendant cette période, Rauline assure la direction effective de la construction de la basilique. 
Rauline devient ensuite l'architecte de la basilique. Il doit assurer la construction des cinq coupoles. Pour l'aider dans cette tâche, le comité du Vœu national lui adjoint l'inspecteur général des Ponts et Chaussées Cyrille Boutiller. En effet des décollements des joints d'assises dans le déambulatoire l'avait inquiété. Les calculs ont montré que la pression sur les pierres seraient trop importantes, 24,9 kg/cm2, si rien n'était fait pour les diminuer. Des procédés de renforcement des appuis et des combles permettent alors de diviser par 2 la pression sur les pierres. Il devient alors possible d'élever la coupole centrale qui culmine à 84 mètres de haut.
Une expertise des travaux est faite par Lucien Magne, vérificateur-contrôleur des travaux, en 1904. Il propose de reprendre l'idée de construire un clocher. Cette idée est acceptée par le comité du Vœu national. Rauline donne sa démission le 9 novembre 1904 pour des raisons de santé. Lucien Magne lui succède.

## Autres œuvres
Il termine en 1902 la flèche du clocher de l'église Saint-Pair de Sartilly commencée en 1858 par l'architecte Théberge.